# شهرستان کیپ برتون، نوا اسکوشیا
شهرستان کیپ برتون، نوا اسکوشیا (به انگلیسی: Cape Breton County, Nova Scotia) یک سکونتگاه مسکونی در کانادا است که در نوا اسکوشیا واقع شده‌است.

## خصوصیات
شهرستان کیپ برتون، نوا اسکوشیا ۲٬۴۷۰٫۶۲ کیلومترمربع مساحت و ۱۰۹٬۳۳۰ نفر جمعیت دارد.